# Комсомольська сільська рада (Миколаївський район)
Комсомо́льська сільська́ ра́да — адміністративно-територіальна одиниця та орган місцевого самоврядування в Миколаївському районі Миколаївської області. Адміністративний центр — селище Благодарівка.

## Загальні відомості
- Населення ради: 1 243 особи (станом на 2001 рік)

## Населені пункти
Сільській раді були підпорядковані населені пункти:
- с-ще Благодарівка
- с-ще Маловарварівка
- с. Сеньчине

## Склад ради
Рада складалася з 18 депутатів та голови.
- Голова ради: Безп'ятий Володимир Васильович
- Секретар ради: Швець Ніна Володимирівна

### Керівний склад попередніх скликань
| Прізвище, ім'я, по батькові    | Основні відомості                                                         | Дата обрання | Дата звільнення |
| ------------------------------ | ------------------------------------------------------------------------- | ------------ | --------------- |
| Тимченко Микола Захарович      | Сільський голова, 1957 року народження, безпартійний                      | 26.03.2006   | 31.10.2010      |
| Безп'ятий Володимир Васильович | Сільський голова, 1955 року народження, освіта вища, член Партії регіонів | 31.10.2010   |                 |

Примітка: таблиця складена за даними сайту Верховної Ради України

### Депутати
За результатами місцевих виборів 2010 року депутатами ради стали:

#### За суб'єктами висування
| Суб'єкт висування      | Кількість обраних депутатів | %    |
| ---------------------- | --------------------------- | ---- |
| Партія регіонів        | 13                          | 72,2 |
| Самовисування          | 3                           | 16,7 |
| Партія «Народна влада» | 2                           | 11,1 |

#### За округами
| № округу               | Прізвище, ім'я, по батькові    | Дата визнання обраним | Освіта             | Партійна приналежність      | Відомості про обраного депутата                                     |
| ---------------------- | ------------------------------ | --------------------- | ------------------ | --------------------------- | ------------------------------------------------------------------- |
| Партія «Народна влада» |                                |                       |                    |                             |                                                                     |
| 11                     | Товкач Світлана Анатоліївна    | 03.11.2010            | середня спеціальна | член Партії «Народна влада» | Комсомольська амбулаторія, медична сестра                           |
| 12                     | Хомутовська Валентина Павлівна | 03.11.2010            | середня спеціальна | член Партії «Народна влада» | Комсомольська сільська рада, бухгалтер                              |
| Партія регіонів        |                                |                       |                    |                             |                                                                     |
| 1                      | Бондаренко Алла Іванівна       | 03.11.2010            | середня спеціальна | позапартійна                | ПП Бондаренко А. І., підприємець                                    |
| 2                      | Швець Ніна Володимирівна       | 03.11.2010            | вища               | член Партії регіонів        | Комсомольська загальноосвітня школа, вчитель                        |
| 3                      | Сабан Лідія Миколаївна         | 03.11.2010            | вища               | позапартійна                | Комсольський БК, директор                                           |
| 4                      | Кіян Іван Євгенович            | 03.11.2010            | середня            | позапартійний               | тимчасово не працює                                                 |
| 6                      | Чеховська Наталя Омелянівна    | 03.11.2010            | середня спеціальна | позапартійна                | Комсомольська амбулаторія, медична сестра                           |
| 7                      | Луценко Надія Петрівна         | 03.11.2010            | середня спеціальна | позапартійна                | СГОК"Темп", підприємець                                             |
| 9                      | Кисельова Людмила Миколаївна   | 03.11.2010            | середня            | член Партії регіонів        | тимчасово не працює                                                 |
| 10                     | Кирик Юрій Васильович          | 03.11.2010            | вища               | член Партії регіонів        | тимчасово не працює                                                 |
| 13                     | Кирик Юлія Анатоліївна         | 03.11.2010            | вища               | позапартійна                | МДАУ, бухгалтер                                                     |
| 14                     | Замулінський Ігор Павлович     | 03.11.2010            | середня спеціальна | позапартійний               | КСП Сонячне, охоронець                                              |
| 15                     | Керлан Анатолій Володимирович  | 03.11.2010            | середня спеціальна | член Партії регіонів        | КП «Джерело-2», директор                                            |
| 16                     | Мельничак Олена Борисівна      | 03.11.2010            | середня            | член Партії регіонів        | Комсомольська загальноосвітня школа, вчитель                        |
| 17                     | Сацура Ірина Анатоліївна       | 03.11.2010            | вища               | позапартійна                | КСП Сонячне, бухгалтер                                              |
| Самовисування          |                                |                       |                    |                             |                                                                     |
| 5                      | Лінішин Ярослав Ілліч          | 03.11.2010            | середня спеціальна | позапартійний               | пенсіонер                                                           |
| 8                      | Юрчик Галина Якимівна          | 03.11.2010            | вища               | член Народного Руху України | Комсомольська сільська рада, начальник військового облікового столу |
| 18                     | Сацура Федір Михайлович        | 03.11.2010            | вища               | позапартійний               | КСПСонячне, агро-ном                                                |